# Uwieliny (gromada)
Uwieliny – dawna gromada, czyli najmniejsza jednostka podziału terytorialnego Polskiej Rzeczypospolitej Ludowej w latach 1954–1972.
Gromady, z gromadzkimi radami narodowymi (GRN) jako organami władzy najniższego stopnia na wsi, funkcjonowały od reformy reorganizującej administrację wiejską przeprowadzonej jesienią 1954 do momentu ich zniesienia z dniem 1 stycznia 1973, tym samym wypierając organizację gminną w latach 1954–1972.
Gromadę Uwieliny z siedzibą GRN w Uwielinach utworzono – jako jedną z 8759 gromad na obszarze Polski – w powiecie piaseczyńskim w woj. warszawskim, na mocy uchwały nr VI/10/12/54 WRN w Warszawie z dnia 5 października 1954. W skład jednostki weszły obszary dotychczasowych gromad Krupia Wólka, Jaroszowa Wola, Jeziorko, Kędzierówka, Krępa, Piskórka i Uwieliny oraz wieś Ustanów i były folwark Ustanów z dotychczasowej gromady Ustanów ze zniesionej gminy Wola Wągrodzka; obszary dotychczasowych gromad Bronisławów i Gabryelin ze zniesionej gminy Sobików; oraz miejscowość Piskórka z dotychczasowej gromady Łoś ze zniesionej gminy Głosków – w tymże powiecie. Dla gromady ustalono 21 członków gromadzkiej rady narodowej.
31 grudnia 1961 do gromady Uwieliny włączono wsie Biały Ług, Kamionka, Ławki i Wągrodno ze zniesionej gromady Wola Wągrodzka w tymże powiecie.
Gromada przetrwała do końca 1972 roku, czyli do kolejnej reformy gminnej.